# Vålerenga Fotball 2015
Questa voce raccoglie le informazioni riguardanti il Vålerenga Fotball nelle competizioni ufficiali della stagione 2015.

## Stagione
Il Vålerenga ha chiuso la stagione al 7º posto in classifica, mentre l'avventura nel Norgesmesterskapet 2015 si è chiusa al secondo turno con l'eliminazione per mano del Gjøvik-Lyn. Il calciatore più utilizzato in stagione è stato Ghayas Zahid a quota 31 presenze, di cui 29 in campionato e 2 in coppa. Deshorn Brown, Daniel Fredheim Holm e lo stesso Zahid sono stati inoltre i migliori marcatori a quota 7 reti, tutte realizzate in campionato.

## Maglie e sponsor
Lo sponsor tecnico per la stagione 2015 è stato Adidas, mentre lo sponsor ufficiale è stato DNB. La prima divisa era composta da una maglietta blu con rifiniture rosse, pantaloncini bianchi con inserti rossi e calzettoni blu a strisce orizzontali rosse. Quella da trasferta era costituita da una maglietta bianca con inserti rossi, pantaloncini blu e calzettoni bianchi.
| Casa | Trasferta |

## Rosa
| N. |                     | Ruolo | Calciatore            |
| -- | ------------------- | ----- | --------------------- |
| 1  | Canada (bandiera)   | P     | Lars Hirschfeld       |
| 2  | Norvegia (bandiera) | D     | Niklas Gunnarsson     |
| 3  | Estonia (bandiera)  | D     | Enar Jääger           |
| 3  | Norvegia (bandiera) | D     | Ruben Kristiansen     |
| 4  | Norvegia (bandiera) | D     | Jonatan Tollås Nation |
| 5  | Svezia (bandiera)   | D     | Robert Lundström      |
| 6  | Norvegia (bandiera) | D     | Simon Larsen          |
| 7  | Norvegia (bandiera) | A     | Daniel Fredheim Holm  |
| 8  | Svezia (bandiera)   | C     | Melker Hallberg       |
| 8  | Norvegia (bandiera) | C     | Sivert Heltne Nilsen  |
| 9  | Svezia (bandiera)   | D     | Rasmus Lindkvist      |
| 10 | Norvegia (bandiera) | C     | Ghayas Zahid          |
| 11 | Norvegia (bandiera) | C     | Morten Berre          |
| 14 | Norvegia (bandiera) | C     | Herman Stengel        |
| 17 | Norvegia (bandiera) | A     | Daniel Braaten        |
| 18 | Norvegia (bandiera) | A     | Mohammed Abdellaoue   |
| 18 | Norvegia (bandiera) | C     | Moussa Njie           |
| 19 | Norvegia (bandiera) | C     | Christian Grindheim   |

| N. |                      | Ruolo | Calciatore               |
| -- | -------------------- | ----- | ------------------------ |
| 20 | Norvegia (bandiera)  | C     | Mattias Totland          |
| 21 | Norvegia (bandiera)  | C     | Alexander Mathisen       |
| 22 | Islanda (bandiera)   | A     | Elías Már Ómarsson       |
| 23 | Norvegia (bandiera)  | C     | Sander Berge             |
| 24 | Norvegia (bandiera)  | D     | Kjetil Wæhler            |
| 25 | Norvegia (bandiera)  | D     | Markus Nakkim            |
| 26 | Giamaica (bandiera)  | A     | Deshorn Brown            |
| 30 | Austria (bandiera)   | P     | Michael Langer           |
| 34 | Norvegia (bandiera)  | P     | Adrian Jonuzi Møller     |
| 37 | Norvegia (bandiera)  | D     | Ivan Näsberg             |
| 38 | Germania (bandiera)  | P     | Sascha Burchert          |
| 38 | Finlandia (bandiera) | P     | Otto Fredrikson          |
| 40 | Iraq (bandiera)      | D     | Mortadha Jassim Alkanany |
| 41 | Norvegia (bandiera)  | C     | Rino Falk Larsen         |
| 42 | Norvegia (bandiera)  | D     | Mats Lien Vågan          |
| 42 | Norvegia (bandiera)  | C     | Simen Hestnes            |
| 43 | Norvegia (bandiera)  | A     | Niklas Castro            |

## Calciomercato

### Sessione invernale(dal 01/01 al 31/03)
| Arrivi           | Arrivi                   | Arrivi          | Arrivi        |
| R.               | Nome                     | da              | Modalità      |
| ---------------- | ------------------------ | --------------- | ------------- |
| D                | Mortadha Jassim Alkanany | Senja           | definitivo    |
| D                | Jonatan Tollås Nation    |                 | svincolato    |
| D                | Kjetil Wæhler            |                 | svincolato    |
| A                | Daniel Braaten           |                 | svincolato    |
| A                | Deshorn Brown            | Colorado Rapids | definitivo    |
| A                | Elías Már Ómarsson       | Keflavík        | definitivo    |
| Altre operazioni |                          |                 |               |
| R.               | Nome                     | da              | Modalità      |
| P                | Gudmund Kongshavn        | Sarpsborg 08    | fine prestito |
| A                | Riki Alba                | Nest-Sotra      | fine prestito |
| A                | Diego Calvo              | IFK Göteborg    | fine prestito |

| Partenze | Partenze              | Partenze       | Partenze      |
| R.       | Nome                  | a              | Modalità      |
| -------- | --------------------- | -------------- | ------------- |
| P        | Gudmund Kongshavn     | Tromsø         | definitivo    |
| D        | Max Bjørsvik          | Nest-Sotra     | fine prestito |
| D        | Nicolai Høgh          |                | svincolato    |
| D        | Kamran Ali Iqbal      |                | svincolato    |
| C        | Mathias Blårud        |                | svincolato    |
| C        | Markus Brændsrød      |                | svincolato    |
| C        | Fitim Kastrati        |                | svincolato    |
| A        | Riki Alba             | Bærum          | prestito      |
| A        | Diego Calvo           | Alajuelense    | fine prestito |
| A        | Viðar Örn Kjartansson | Jiangsu Sainty | definitivo    |
| A        | Sidoine Oussou        |                | svincolato    |

### Tra le due sessioni
| Arrivi | Arrivi          | Arrivi      | Arrivi   |
| R.     | Nome            | da          | Modalità |
| ------ | --------------- | ----------- | -------- |
| P      | Otto Fredrikson | Kongsvinger | prestito |

| Partenze | Partenze | Partenze | Partenze |
| R.       | Nome     | a        | Modalità |
| -------- | -------- | -------- | -------- |

### Sessione estiva(dal 22/07 al 18/08)
| Arrivi | Arrivi              | Arrivi         | Arrivi     |
| R.     | Nome                | da             | Modalità   |
| ------ | ------------------- | -------------- | ---------- |
| P      | Sascha Burchert     | Hertha Berlino | prestito   |
| D      | Enar Jääger         | Flora Tallinn  | definitivo |
| D      | Robert Lundström    | GIF Sundsvall  | definitivo |
| C      | Melker Hallberg     | Udinese        | prestito   |
| A      | Mohammed Abdellaoue | Stoccarda      | definitivo |

| Partenze | Partenze             | Partenze    | Partenze      |
| R.       | Nome                 | a           | Modalità      |
| -------- | -------------------- | ----------- | ------------- |
| P        | Otto Fredrikson      | Kongsvinger | fine prestito |
| D        | Niklas Gunnarsson    | Elfsborg    | prestito      |
| D        | Ruben Kristiansen    | Brann       | definitivo    |
| C        | Sivert Heltne Nilsen | Brann       | definitivo    |
| C        | Moussa Njie          | Bærum       | definitivo    |

## Risultati

### Eliteserien

#### Girone di andata
| Arbitro: | Edvartsen (Hamar) |

|                                                |           |                   |
| Grindheim 15’ Fredheim Holm 40’ Gunnarsson 71’ | Marcatori | 37’ (aut.) Wæhler |

| Arbitro: | Hagen (Grue) |

|             |           |           |
| Nordvik 66’ | Marcatori | 68’ Zahid |

| Arbitro: | Johansen (Brevik) |

|                |           |  |
| Brown 36’, 37’ | Marcatori |  |

| Arbitro: | Hafsås (Trondheim) |

|                               |           |                                |
| Børufsen 43’ Vilhjálmsson 53’ | Marcatori | 5’ Zahid 55’ Brown 84’ Stengel |

| Arbitro: | Hansen (Feda) |

|                |           |                       |
| Gunnarsson 43’ | Marcatori | 76’ James 81’ Mattila |

| Arbitro: | Johnsen (Tønsberg) |

|                      |           |                   |
| Andersson 68’ (rig.) | Marcatori | 22’ Fredheim Holm |

| Arbitro: | Hagen (Grue) |

|  |           |                                |
|  | Marcatori | 35’ (rig.) Diomandé 64’ Asante |

| Arbitro: | Hansen (Feda) |

|                                                |           |                                                                      |
| Ingebrigtsen 3’ Ondrášek 19’ Andersen 53’, 84’ | Marcatori | 17’ Stengel 41’ Larsen 73’ Grindheim 77’ Lindkvist 87’ Fredheim Holm |

| Arbitro: | Moen (Haugesund) |

|                                            |           |                                 |
| Lindkvist 27’, 73’ Grindheim 42’ Berre 88’ | Marcatori | 43’ Gundersen 87’ Sylling Olsen |

| Arbitro: | Hansen (Feda) |

|  |           |                                                 |
|  | Marcatori | 15’ Braaten 33’ Wæhler 87’ (rig.) Fredheim Holm |

| Arbitro: | Johnsen (Tønsberg) |

|                                 |           |                                       |
| Berisha 45’, 82’ Böðvarsson 69’ | Marcatori | 6’, 24’ Zahid 45’ Brown 90’ Grindheim |

| Arbitro: | Hagen (Grue) |

|           |           |                  |
| Brown 66’ | Marcatori | 50’, 54’ Helland |

| Molde 20 giugno 2015, ore 18:00 13ª giornata | Molde              | 0 – 0 referto | Vålerenga | Aker Stadion (9.332 spett.)\| Arbitro: \| Johnsen (Tønsberg) \| |
| Arbitro:                                     | Johnsen (Tønsberg) |               |           |                                                                 |

| Arbitro: | Moen (Haugesund) |

|                   |           |                       |
| Fredheim Holm 46’ | Marcatori | 81’ Sørloth 90’ Olsen |

| Arbitro: | Hagen (Grue) |

|            |           |                   |
| Occéan 54’ | Marcatori | 22’, 85’ Ómarsson |

#### Girone di ritorno
| Arbitro: | Edvartsen (Hamar) |

|                         |           |  |
| Ómarsson 12’ Wæhler 43’ | Marcatori |  |

| Arbitro: | Moen (Haugesund) |

|                                         |           |  |
| Mathisen 50’ (rig.) Amundsen 66’ (aut.) | Marcatori |  |

| Arbitro: | Berntsen (Vang) |

|                      |           |  |
| Asante 11’ Kassi 72’ | Marcatori |  |

| Arbitro: | Johnsen (Tønsberg) |

|           |           |  |
| Zahid 19’ | Marcatori |  |

| Arbitro: | Hansen (Feda) |

|                              |           |  |
| Søderlund 54’ Eyjólfsson 76’ | Marcatori |  |

| Arbitro: | Hafsås (Trondheim) |

|  |           |         |
|  | Marcatori | 13’ Flo |

| Arbitro: | Skjerven (Kaupanger) |

|                           |           |  |
| James 12’ Orry Larsen 45’ | Marcatori |  |

| Arbitro: | Johnsen (Tønsberg) |

|                          |           |                                                                |
| Abdellaoue 7’ Jääger 64’ | Marcatori | 11’ Abdullahi 35’ Adegbenro 67’ Jørgensen 85’ (rig.) Danielsen |

| Arbitro: | Berntsen (Vang) |

|  |           |            |
|  | Marcatori | 22’ Jääger |

| Arbitro: | Moen (Haugesund) |

|                   |           |           |
| Fredheim Holm 19’ | Marcatori | 66’ Opdal |

| Arbitro: | Steen (Bergen) |

|           |           |           |
| Olsen 78’ | Marcatori | 60’ Brown |

| Arbitro: | Skjerven (Kaupanger) |

|                                          |           |            |
| Ómarsson 32’ Zahid 35’ Fredheim Holm 57’ | Marcatori | 51’ Groven |

| Arbitro: | Johnsen (Tønsberg) |

|  |           |               |
|  | Marcatori | 45’ Grindheim |

| Arbitro: | Hafsås (Trondheim) |

|                       |           |                            |
| Hallberg 1’ Brown 24’ | Marcatori | 62’ Nordkvelle 85’ Storbæk |

| Arbitro: | Moen (Haugesund) |

|                  |           |                        |
| Pedersen 1’, 41’ | Marcatori | 61’ Hallberg 74’ Zahid |

### Norgesmesterskapet
| Arbitro: | Eskås |

|  |           |                                                                     |
|  | Marcatori | 8’ Berge 19’, 21’, 33’ Njie 26’, 55’ Stengel 45’ Ómarsson 73’ Berre |

| Arbitro: | M. Smehus Kringstad |

|               |           |  |
| Naglestad 61’ | Marcatori |  |

## Statistiche

### Statistiche di squadra
| Competizione       | Punti | In casa | In casa | In casa | In casa | In casa | In casa | In trasferta | In trasferta | In trasferta | In trasferta | In trasferta | In trasferta | Totale | Totale | Totale | Totale | Totale | Totale | DR  |
| Competizione       | Punti | G       | V       | N       | P       | Gf      | Gs      | G            | V            | N            | P            | Gf           | Gs           | G      | V      | N      | P      | Gf     | Gs     | DR  |
| ------------------ | ----- | ------- | ------- | ------- | ------- | ------- | ------- | ------------ | ------------ | ------------ | ------------ | ------------ | ------------ | ------ | ------ | ------ | ------ | ------ | ------ | --- |
| Eliteserien        | 49    | 15      | 7       | 2       | 6       | 25      | 20      | 15           | 7            | 5            | 3            | 24           | 21           | 30     | 14     | 7      | 9      | 49     | 41     | +8  |
| Norgesmesterskapet | -     | 0       | 0       | 0       | 0       | 0       | 0       | 2            | 1            | 0            | 1            | 8            | 1            | 2      | 1      | 0      | 1      | 8      | 1      | +7  |
| Totale             | -     | 15      | 7       | 2       | 6       | 25      | 20      | 17           | 8            | 5            | 4            | 32           | 22           | 32     | 15     | 7      | 10     | 57     | 42     | +15 |

### Statistiche dei giocatori
| Giocatore        | Eliteserien | Eliteserien | Eliteserien | Eliteserien | Norgesmesterskapet | Norgesmesterskapet | Norgesmesterskapet | Norgesmesterskapet | Coppe europee | Coppe europee | Coppe europee | Coppe europee | Altre coppe | Altre coppe | Altre coppe | Altre coppe | Totale   | Totale | Totale      | Totale     |
| Giocatore        | Presenze    | Reti        | Ammonizioni | Espulsioni  | Presenze           | Reti               | Ammonizioni        | Espulsioni         | Presenze      | Reti          | Ammonizioni   | Espulsioni    | Presenze    | Reti        | Ammonizioni | Espulsioni  | Presenze | Reti   | Ammonizioni | Espulsioni |
| ---------------- | ----------- | ----------- | ----------- | ----------- | ------------------ | ------------------ | ------------------ | ------------------ | ------------- | ------------- | ------------- | ------------- | ----------- | ----------- | ----------- | ----------- | -------- | ------ | ----------- | ---------- |
| M. Abdellaoue    | 4           | 1           | 0           | 0           | -                  | -                  | -                  | -                  |               |               |               |               |             |             |             |             | 4        | 1      | 0           | 0          |
| M. Alkanany      | 0           | 0           | 0           | 0           | 0                  | 0                  | 0                  | 0                  |               |               |               |               |             |             |             |             | 0        | 0      | 0           | 0          |
| S. Berge         | 11          | 0           | 1           | 0           | 2                  | 1                  | 0                  | 0                  |               |               |               |               |             |             |             |             | 13       | 1      | 1           | 0          |
| M. Berre         | 8           | 1           | 1           | 0           | 2                  | 1                  | 0                  | 0                  |               |               |               |               |             |             |             |             | 10       | 2      | 1           | 0          |
| D. Braaten       | 22          | 1           | 2           | 0           | 2                  | 0                  | 0                  | 0                  |               |               |               |               |             |             |             |             | 24       | 1      | 2           | 0          |
| D. Brown         | 23          | 7           | 2           | 0           | 0                  | 0                  | 0                  | 0                  |               |               |               |               |             |             |             |             | 23       | 7      | 2           | 0          |
| S. Burchert      | 14          | -18         | 0           | 0           | -                  | -                  | -                  | -                  |               |               |               |               |             |             |             |             | 14       | -18    | 0           | 0          |
| N. Castro        | 0           | 0           | 0           | 0           | 0                  | 0                  | 0                  | 0                  |               |               |               |               |             |             |             |             | 0        | 0      | 0           | 0          |
| R. Falk Larsen   | 1           | 0           | 0           | 0           | 1                  | 0                  | 0                  | 0                  |               |               |               |               |             |             |             |             | 2        | 0      | 0           | 0          |
| D. Fredheim Holm | 24          | 7           | 3           | 0           | 0                  | 0                  | 0                  | 0                  |               |               |               |               |             |             |             |             | 24       | 7      | 3           | 0          |
| O. Fredrikson    | 2           | -1          | 1           | 0           | -                  | -                  | -                  | -                  |               |               |               |               |             |             |             |             | 2        | -1     | 1           | 0          |
| C. Grindheim     | 30          | 5           | 3           | 0           | 0                  | 0                  | 0                  | 0                  |               |               |               |               |             |             |             |             | 30       | 5      | 3           | 0          |
| N. Gunnarsson    | 12          | 2           | 2           | 0           | 1                  | 0                  | 0                  | 0                  |               |               |               |               |             |             |             |             | 13       | 2      | 2           | 0          |
| M. Hallberg      | 10          | 2           | 2           | 0           | -                  | -                  | -                  | -                  |               |               |               |               |             |             |             |             | 10       | 2      | 2           | 0          |
| S. Heltne Nilsen | 13          | 0           | 2           | 0           | 1                  | 0                  | 0                  | 0                  |               |               |               |               |             |             |             |             | 14       | 0      | 2           | 0          |
| S. Hestnes       | 0           | 0           | 0           | 0           | 1                  | 0                  | 0                  | 0                  |               |               |               |               |             |             |             |             | 1        | 0      | 0           | 0          |
| L. Hirschfeld    | 0           | -0          | 0           | 0           | 1                  | -0                 | 0                  | 0                  |               |               |               |               |             |             |             |             | 1        | 0      | 0           | 0          |
| E. Jääger        | 9           | 2           | 0           | 0           | -                  | -                  | -                  | -                  |               |               |               |               |             |             |             |             | 9        | 2      | 0           | 0          |
| A. Jonuzi Møller | 0           | -0          | 0           | 0           | 0                  | -0                 | 0                  | 0                  |               |               |               |               |             |             |             |             | 0        | 0      | 0           | 0          |
| R. Kristiansen   | 16          | 0           | 0           | 0           | 1                  | 0                  | 0                  | 0                  |               |               |               |               |             |             |             |             | 17       | 0      | 0           | 0          |
| M. Langer        | 14          | -22         | 0           | 0           | 1                  | -1                 | 0                  | 0                  |               |               |               |               |             |             |             |             | 15       | -23    | 0           | 0          |
| S. Larsen        | 24          | 1           | 4           | 0           | 2                  | 0                  | 0                  | 0                  |               |               |               |               |             |             |             |             | 26       | 1      | 4           | 0          |
| M. Lien Vågan    | 0           | 0           | 0           | 0           | 0                  | 0                  | 0                  | 0                  |               |               |               |               |             |             |             |             | 0        | 0      | 0           | 0          |
| R. Lindkvist     | 23          | 3           | 0           | 0           | 1                  | 0                  | 0                  | 0                  |               |               |               |               |             |             |             |             | 24       | 3      | 0           | 0          |
| R. Lundström     | 9           | 0           | 0           | 1           | -                  | -                  | -                  | -                  |               |               |               |               |             |             |             |             | 9        | 0      | 0           | 1          |
| A. Mathisen      | 20          | 1           | 1           | 0           | 1                  | 0                  | 0                  | 0                  |               |               |               |               |             |             |             |             | 21       | 1      | 1           | 0          |
| I. Näsberg       | 9           | 0           | 1           | 0           | 1                  | 0                  | 0                  | 0                  |               |               |               |               |             |             |             |             | 10       | 0      | 1           | 0          |
| M. Nakkim        | 8           | 0           | 0           | 0           | 2                  | 0                  | 0                  | 0                  |               |               |               |               |             |             |             |             | 10       | 0      | 0           | 0          |
| M. Njie          | 0           | 0           | 0           | 0           | 2                  | 3                  | 0                  | 0                  |               |               |               |               |             |             |             |             | 2        | 3      | 0           | 0          |
| E. Ómarsson      | 15          | 4           | 2           | 0           | 2                  | 1                  | 0                  | 0                  |               |               |               |               |             |             |             |             | 17       | 5      | 2           | 0          |
| H. Stengel       | 23          | 2           | 5           | 0           | 2                  | 2                  | 0                  | 0                  |               |               |               |               |             |             |             |             | 25       | 4      | 5           | 0          |
| J. Tollås Nation | 21          | 0           | 1           | 0           | 0                  | 0                  | 0                  | 0                  |               |               |               |               |             |             |             |             | 21       | 0      | 1           | 0          |
| M. Totland       | 0           | 0           | 0           | 0           | 0                  | 0                  | 0                  | 0                  |               |               |               |               |             |             |             |             | 0        | 0      | 0           | 0          |
| K. Wæhler        | 25          | 2           | 7           | 0           | 0                  | 0                  | 0                  | 0                  |               |               |               |               |             |             |             |             | 25       | 2      | 7           | 0          |
| G. Zahid         | 29          | 7           | 3           | 0           | 2                  | 0                  | 1                  | 0                  |               |               |               |               |             |             |             |             | 31       | 7      | 4           | 0          |